# Sluis Ezumazijl
Sluis Ezumazijl is een sluis bij de plaats Ezumazijl.
De Ezumazijl is een spui- en keersluis uit 1672 tussen de Zuider Ee en de Raskes, die in verbinding staat met het Lauwersmeer. Over de sluis ligt ook een brug. In 1931 werd de sluis vernieuwd en werd aan de zuidzijde gemaal Dongerdielen gebouwd. De sluis en de gedenksteen zijn eigendom van de Stichting Waterschapserfgoed en zijn aangewezen als rijksmonument. In 2023 zijn de twee grote sluisdeuren aan de Raskes zijde vernieuwd, en is ook een vispassage aangelegd waardoor vis vanuit de Suderie kan reizen naar de Raskes en vice versa. 